# Чапаев (игра)
«Чапа́ев» (Чапаевцы, Чапай, Шашки Чапаева, Щелчки) — советская настольная игра, получившая название по фамилии участника Гражданской войны Василия Ивановича Чапаева.
Эта игра родственна бильярду, кегельбану и особенно близка к таким играм, как карром, шаффлборд, крокинол, пишнот. Для игры нужны шашки и шахматная доска, также можно использовать доску и камни из настольной игры Го. Благодаря простоте и наглядности в игру могут играть даже маленькие дети.

## Правила
В начале игры шашки противоположных цветов (по 8 штук) расставляются на шахматной доске в крайних рядах напротив друг друга, после чего игроки по очереди пытаются щелчком выбить чужие шашки, при этом стараясь оставлять свои в игре. Если игрок выбивает шашку/шашки соперника и при этом своя ударная шашка остаётся на доске, то он делает ещё один удар. Игрок, выбивший все чужие шашки (и при этом на доске осталась хотя бы одна его шашка) побеждает в этом раунде. В следующем раунде он передвигает свои шашки на одну линию вперёд.
Игра длится несколько раундов (от семи и выше). Некоторые раунды могут заканчиваться вничью (после последнего удара на доске не остаётся ни одной шашки), в таком случае шашки остаются на своих местах. После шести раундов (не считая ничейных) ряды шашек становятся вплотную друг напротив друга. Проигравший после шестого раунда должен отступить на одну линию назад. Побеждает тот, кто «вытолкнет» вражеские шашки с последней линии.
Обычно, в начале игры, первый ход — у белых, в последующих раундах — у победителя предыдущего раунда.
Это самый базовый, распространённый и классический вариант игры.
При отсутствии шашек могут использоваться пешки из набора шахматных фигур.

### Некоторые вариации правил
Ввиду отсутствия официальной регламентации правил возможны различные вариации усложняющие классические правила.
- После выбивания «пехоты» (простых шашек) противником, находившимся на 7-й линии, проигравший играет другим «родом войск». Противник при этом начинает игру снова с 1-й линии. Проигрывает всю игру тот, кто теряет все «рода войск» («пехоту», «танки», в том числе «тяжёлые», «артиллерию», «мотоциклистов», «конницу», «матросов»).
- Или наоборот — игрок, выигравший у противника одним «родом войск», переходит к следующему. При этом выигрывает тот, кто первым применит все «рода войск».
- Противники бьют строго по очереди. При этом важно не столько стараться удержать на доске свои, сколько выбивать чужие шашки.
- В ходе игры доску либо разрешается, либо не разрешается поворачивать («земля вертится» или «земля не вертится»). Второй вариант более сложен, поскольку игрокам приходится делать ходы в неудобном для удара положении.
- Если доска была широкой, то после того, как у одного из игроков вышибают на последней линии все шашки, он отступает на «болото» (линия с буквами A-H или цифрами 1—8), если он и там проиграл следующий бой — «штыковая на болоте» (атакующие располагаются частично над отступившими; бой производится аккуратным нажатием атакующим на свою шашку для сброса шашки противника, при сильном нажатии доска может покачнуться и могут упасть как другие шашки обороняющегося, так и шашки атакующего, после чего ход будет передан обороняющемуся)
- После того, как у одного из игроков вышибают на последней линии все шашки, игра не заканчивается, а вместо этого берётся одна из шашек «в плен», и игра продолжается, пока не дойдут до последней оставшейся шашки.

### Некоторые приёмы
В зависимости от вариаций правил, существует приём, именуемый «ножницами»: если шашка оказывается между двумя шашками другого цвета, то разрешается в свой ход, зажимая пальцами две шашки, одновременным щелчком (сжатием) выбить шашку противника. «Ножницы» запрещены, если до этих двух шашек нельзя одновременно дотянуться растопыренными пальцами одной руки.
Ещё один приём — «штыковая атака» (разрешается, если расстояние между двумя шашками разного цвета менее толщины шашки, поставленной на ребро) — удар тычком по своей шашке для выбития шашки противника.
Когда шашка накрыла собой шашку противника, то считается, что верхняя шашка «зарезала» нижнюю, после чего нижняя шашка убирается с доски. Свой своего «не режет».

### Специфические правила
1. Перевернувшаяся шашка считается «предателем» или «перебежчиком», и используется противником, за исключением тех случаев, когда используются мотоциклисты и ладьи. Тогда шашка перевернувшись не считается предателем или перебежчиком. Если шашка становится на ребро, оба игрока имеют право одновременно дуть на неё, пока она не ляжет плашмя или не слетит с доски.
2. Если шашка «зависла» на краю доски, то её следует «проверить». Для этого щелчком большого пальца шашка подкидывается за «висящий» край в сторону доски. Если при падении шашка перевернулась, то её считают предателем, если накрыла чужую шашку, то шашка противника «берётся в плен», если же шашка встала «на ноги», то игрок продолжает использовать её, как обычно.
3. В случае, когда два ряда шашек устанавливаются на соседних рядах доски, то игрок, делающий первый ход, имеет право потребовать установить шашки для «штыковой атаки» — то есть в непосредственное соприкосновение. Если противник не желает этого, он имеет право отойти на шаг назад.
4. В случае, если все шашки противника выбиты, но победитель не потерял ни одной своей шашки, он передвигается вперёд сразу на два ряда; если при этом он действовал только одной шашкой, — на три ряда.
5. Игрок, припёртый к последней линии, имеет право первого удара, «удара последней надежды», поскольку иначе умелый игрок может победить «в сухую», не дав сопернику вступить в игру. Это правило иногда ассоциируют с эпизодом из фильма «Чапаев», когда «белые» устраивают психическую атаку.
6. При игре на складной доске, чтобы линия «фронта» — перегиба доски не мешала полету шашек, доску могут разворачивать на 90 градусов.

### Рода войск в игре
1. Пехота: восемь шашек ставятся по одной (как при обычной игре в шашки), в один ряд.
2. Матросы: восемь шашек ставятся по одной, перевёрнутыми.
3. Морская пехота: шашки ставятся перевёрнутыми через одну.
4. Танки: шашки ставятся ромбом по четыре, острым углом к противнику.
5. Тяжёлые танки (Тигры): три шашки ставятся треугольником стороной к противнику углом назад, одна сверху (башня).
6. Артиллерия: есть варианты с использованием 9 или 8 шашек. В первом случае шашки ставятся в три пирамидки-«орудия» (две шашки вплотную и третья на них посередине), во втором случае ставят две пирамидки «орудия» и справа от каждой по одному «командиру»-простой шашке «пехоты».
7. Мотоциклисты: шашка ставится вверх ногами в неё на ребро другая. Вся конструкция передвигается не щелчком, а скользящим движением пальца по «колесу», что весьма непросто. Если «мотоцикл» распадается, то шашки перемещаются как обычно, щелчками.
8. Ладьи: конструкция, подобная «Мотоциклистам», только вместо одной шашки в перевёрнутую кладётся две (тоже ребром).
9. Конница: шашки ставятся на ближайшие к игроку 8 черных клеток.
10. Дзоты: шашки ставятся одна на другую в столбик по две через клетку.
11. Башни: шашки ставятся одна на другую в столбик по три (два столбика по краям) и один в середине по две.
12. Крепость: представляет собой пирамидальную конструкцию — первый ряд составляют стоящие рядом четыре шашки, второй ряд ставится сверху первого между ними (три шашки), третий ряд сверху второго (две шашки), и ещё одна шашка помещается на вершину конструкции. Таким образом, всего используется десять шашек. Это самый трудный вариант игры из-за того, поскольку опытный игрок может легко «вынести» шашки крепости «кучей».
13. Катюши: по краям доски по 5 шашек.
14. Бронемашина пехоты: на одну шашку с двух сторон ставятся две шашки под углом 45 градусов, а на них ещё одна параллельно нижней.
15. Бронепоезд: 8 шашек в 2 ряда ставятся на ребро параллельно друг другу (одна из самых сложных комбинаций).
16. Самолёты: две шашки ставятся в основание, между ними одна на ребро.
17. Тяжёлые самолёты: По две шашки ставятся в основание одна на другую, между ними две на ребро.

Идеальный шторм — выбивание трёх фишек за один удар.
Контридеальный шторм — идеальный шторм, сделанный сразу после идеального шторма соперника.
Рефлективный контридеальный шторм — контридеальный шторм, при котором первая фишка, выбитая с поля, отлетает перпендикулярно остальным двум.
Ленточка — край поля.
Крабовая ловушка — позиция, при которой шашка соперника расположена между двумя Вашими.

## Некоторые необычные варианты
Кроме классической игры, могут использоваться новые вариации.
Например, на доске могут стоять препятствия — «дома», — о которые могут рикошетить шашки, выбивая шашки противника, не находясь с ним на одной линии. Этими зданиями могут быть как различные подручные предметы, так и шахматные фигуры, например ладьи (они расставляются или произвольно разными сторонами соответствующего цвета, или симметрично вне зависимости от цвета). Открываются новые тактические возможности, особенно при произвольной расстановке шашек в разных половинах поля. Возможна установка ловушек, после попадания в которые шашка «пропадает» или меняет цвет на обратный или на цвет шашек «владельца» ловушки. Также, возможна установка возвышений, выбивание которых не влияет на результаты игры, но дает тактическую выгоду: на них устанавливается часть шашек, которые становятся особенно полезными при проникновении шашек противника за центральное препятствие в конце игры — противник не может выбить шашку, так как его шашка вряд ли сможет «взобраться» на возвышение противника.
Существует вариант «шахматного Чапаева» — игра, в которой добавляется новая фигура, король. Цель игры — сбить короля противника с «ног». Без вышеописанных модификаций такая игра не будет особо интересной, ведь иначе вся игра сводится к фокусировке атаки на короля, который не будет иметь никакой защиты, а с ними — создание хорошо построенной базы.
Есть очень много малоизвестных вариантов, которые люди придумывали ради игры в узких кругах.

## Игра «Чапаев» в культуре
В одной из сцен фильма Марка Захарова «Формула любви» слуги графа Калиостро — Жакоб (Александр Абдулов) и Маргадон (Семён Фарада) — играют в «Чапаева», подражая манерам игроков в шахматы — записывая ходы (что при игре в «Чапаева», как понятно, совершенно бессмысленно).
В 13-м выпуске «Ну, погоди!» Волк играет в чапаевцев, используя шахматные фигуры вместо шашек.
Игра широко известна у многих поколений людей, «рожденных в СССР», и является своего рода культурным феноменом: на протяжении многих лет память о смутных временах Гражданской войны сохраняется в виде этой достаточно необычной игры.
Согласно русскому ассоциативному словарю, слово шашки стойко ассоциируется с шахматами и Чапаевым.

### Упоминания в культуре
- Игра шашками в «Чапаева» упоминается ещё в рассказе «В лесной глухомани» писателя Валентина Новикова, опубликованном в 1956 году в журнале «Советский Казахстан»[2]:88.
- В повести «Звездопад» писателя-фронтовика Виктора Астафьева пациенты военного госпиталя играют в шашки «в Чапаева»[3]:

Махорочный дым слоями плавает по коридору. На подоконнике двое контуженых, ещё не выучившихся говорить и писать, но уже наловчившихся играть в шашки «в Чапаева», — это когда щелчками выбивают строй шашек противника, сражаются на щелчки по лбу. Давно они сражаются, у обоих уж лбы буграми вздулись, а их, дурачков, болельщики подначивают.
- Поэтом Александром Красильниковым было написано одноимённое стихотворение «Игра в „Чапаева“»[4]
- В фэнтези Владимира Токмакова «Детдом для престарелых убийц»[5]
- В романе Валентина Поздышева «Неотложность»[6]
- В фантастическом боевике Александра Бушкова «Рыцарь из ниоткуда»[7]
- В романе Ирины Ратушинской «Наследники минного поля»[8]
- В рассказе «Если бы да кабы» Елены Окуловой[9]
- В «Трёх пьесах» Фридриха Горенштейна[10]
- В романе «Пролетая над собой» Геннадия Попова[11]
- В повести «Судный день» Виктора Козько[12]
- В романе «Милая, скажи что-нибудь ласковое» Вячеслава Шорикова[13]
- В сериале «Улицы разбитых фонарей» Мухомор сетовал, что их погонами будут играть в чапаева.